# G 21-15
G 21-15 (Ross 137 / WD 1824+040 / EGGR 125) es un sistema estelar compuesto por tres enanas blancas. Junto a WD 1704+481, es el único sistema conocido de estas características. Está situado aproximadamente a 179 años luz de distancia del sistema solar en dirección a la constelación de Ofiuco.
El sistema consta de dos componentes muy próximas, G 21-15 A y G 21-15 B, que forman una binaria espectroscópica con un período de 6,27 días, y una tercera componente más alejada, G 21-15 C, visualmente a 58,6 segundos de arco del par AB. La distancia entre la componente C y el par AB es de unas 3200 UA.
Las observaciones del sistema binario próximo, de tipo espectral DA4, pueden explicarse por la presencia de una componente caliente de baja masa y otra más fría pero más masiva. G 21-15 A, con una temperatura efectiva de 15 000 K y una masa de 0,35 masas solares, sería la componente más luminosa del sistema con magnitud absoluta +10,38; G 21-15 B, con una temperatura de 10 000 K y una masa de 0,60 masas solares, sería la componente menos luminosa con magnitud absoluta +12,15. G 21-15 A probablemente es una enana blanca con un núcleo de helio mientras que G 21-15 B posee un núcleo de carbono-oxígeno.
Por otra parte, los colores de G 21-15 C en luz visible e infrarrojo concuerdan con una enana blanca con una atmósfera de helio y una temperatura efectiva de 4750 K. La paralaje trigonométrica da una magnitud absoluta de +15,30, que corresponde a una masa de 0,57 masas solares. Su cinemática es consistente con una estrella de disco cuya edad esté comprendida entre 5000 y 10 000 millones de años.
Se estima que la edad conjunta del sistema es de al menos 8100 millones de años. Las progenitoras de G 21-15 A y G 21-15 B tenían una masa próxima a la masa solar, estando separadas ≈ 1 UA. Al ser G 21-15 B más masiva que G 21-15 A, abandonó unos 500 millones de años antes que su compañera la secuencia principal.